# ソロモン・シーザー・マラン

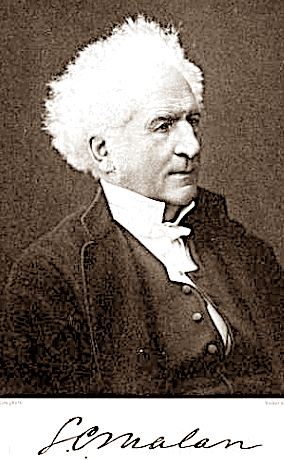
ソロモン・シーザー・マラン（1870年）

ソロモン・シーザー・マラン（Solomon Caesar Malan、1812年4月22日 – 1894年11月25日）は、イギリスの神学者、東洋学者、多言語学者。

## 生涯
『アダムとイヴとサタンの対立』を英訳している。1880年、エディンバラ大学はマランに神学の名誉博士号を授与した。

## S・C・マランによるニネヴェでの発掘調査のドローイング (1850年)

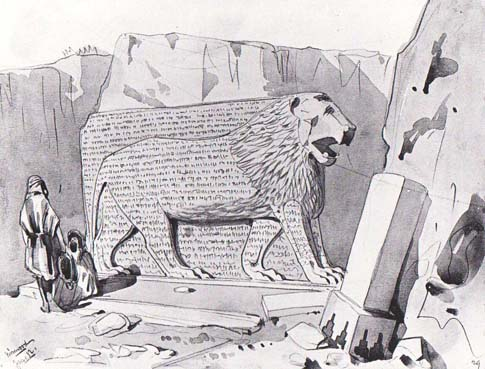
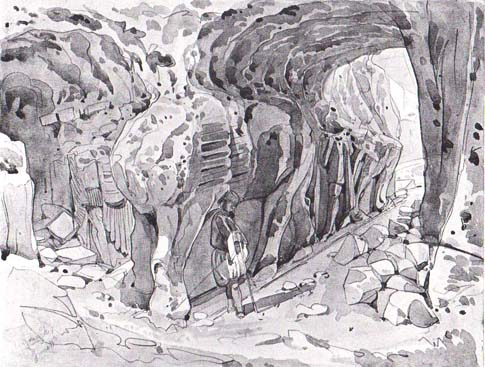
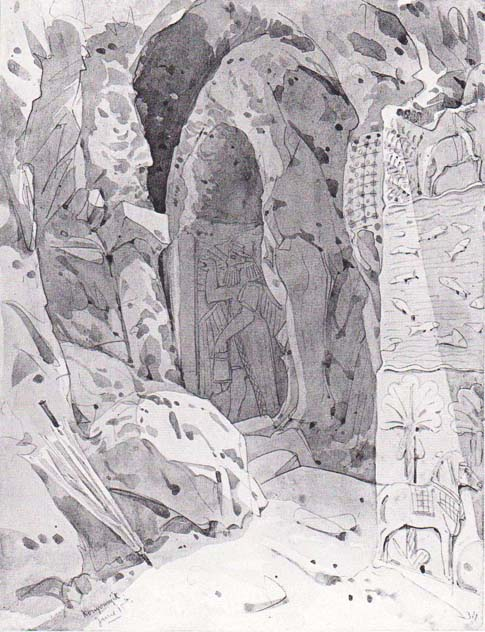
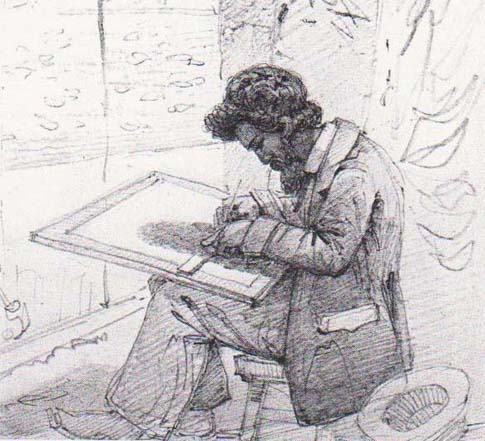